# BSA・サンダーボルト
BSA・サンダーボルト（BAS Thunderbolt）は、BSAが1962年から1972年にバーミンガム スモール・ヒースのアーモリー・ロードの工場で生産したイギリスのオートバイ。シングルキャブレターを備えていたが、100 mph (160 km/h)以上の速度が出せた。

## 開発
BSA・サンダーボルトはツーリング用オートバイとして設計された。伝統的な空冷650cc2気筒エンジンに1基の大口径アマル・モノブロックキャブレターを備えたこのモデルは、初期のBSAツインのような振動に悩まされることなく70 mph (110 km/h)で巡航し、ロードテストでは100 mph (160 km/h)以上に達した。
BSAの開発チームはコストを抑えるために、実績のあるBSA・ゴールドスターのシングルパネルドラムブレーキと、BSA・ライトニングと同じフルレースカムシャフトを再利用することを選択した。12ボルトの電装系、ツェナーダイオードを利用した電圧レギュレーター、ツインコイルの点火装置を搭載したサンダーボルトは、重要な輸出市場である米国で好調な販売を記録し、3.5-英ガロン (16 L)のガソリンタンクによって航続距離は210マイル (340 km)に達した。
1968年以降、サンダーボルトは始動を容易にする延長されたキックペダル、割れることの多かったプラスチック製から金属製に変更されたタンクバッジなどのマイナーチェンジを受けた。
アマル・コンセントリックキャブレターは、フロートボウルをメインジェットの中央（同心円状、つまり名称の由来）に配置することで、従来の設計に見られた燃料サージに対する敏感さを排除して従来のモノブロックキャブレターで発生してたオーバーフロー問題を解消した。
サスペンションの剛性向上によりコーナリング性能は向上したが、BSAの組立ラインにおける品質管理の不備と後期モデルの生産問題によってオイル漏れや部品の錆が発生し、サンダーボルトの評判は悪化し、1970年代初頭に台頭してきた日本製のオートバイ（ホンダ・ドリームCB750FOURなど）との競争に苦戦しており、1972年に生産終了となった。

## T65サンダーボルト
BSAツインの生産が終了した後、既存の輸出注文を満たすために、200台から300台のトライアンフ・TR6トロフィーのバッジを付け替えてBSA T65サンダーボルトとしてスペインとオーストラリアに輸出された。